# Zethus corallinus
Zethus corallinus är en stekelart som beskrevs av Adolpho Ducke 1904. Zethus corallinus ingår i släktet Zethus och familjen Eumenidae. Inga underarter finns listade i Catalogue of Life.